# Ставская, Фаина Ефремовна
Фаина (Фанни) Ефремовна Ставская (19 ноября 1890, Антополь Кобринского уезда Гродненской губернии, ныне Дрогичинский район Брестской области, Белоруссия — 13 июля 1937, Москва) — участница революционного движения, террористка (анархистка, затем эсерка), профсоюзный работник, директор Государственной исторической библиотеки (1933—1937). Расстреляна в 1937 году, реабилитирована посмертно.

## Биография

### Деятельность до 1917 г.
Родилась в еврейской семье в Гродненской губ., из мещан. Получила домашнее образование. В 1906—1907 гг. как член группы анархо-коммунистов вела революционную работу в Гродно, Белостоке, Кобрине, Пружанах, подвергалась кратковременным арестам. С 1907 г. — на нелегальном положении в Екатеринославе, где занялась террористической деятельностью. 17 мая 1908 г. совершила покушение (подготовку взрыва гостиницы «Франция») на екатеринославского губернатора А. М. Клингенберга (1860—1909).
Через несколько дней газета «Русское слово» сообщила: "Вчера в гостинице «Франция» заняла номер назвавшая себя француженкой неизвестная. Когда она отлучилась, в номере раздался страшный взрыв, разрушивший комнату и выбивший все стекла в гостинице. Гостиница оцеплена полицией. Доступ в неё запрещен".
Арестована 18 июня 1908 г., 24 сентября 1911 г. Временным военным судом осуждена на 20 лет каторги. Отбывала наказание в Риге, Ярославле, Рыбинске. Находясь в тюрьме, вела борьбу против «подаванцев» и «подаванчества» — подачи прошений о помиловании на Высочайшее имя в связи с 300-летием Дома Романовых. Освобождена в феврале 1917 г.

### После 1917 г.
Вместе с другими освобожденными каторжанками Фаина Ставская приехала в Петроград, где в течение месяца были устроены торжественные приемы, которые продолжились затем в Москве. После каторжанок отправили отдыхать в Крым, где Фаина знакомится с будущим мужем — Виктором Баранченко.
С сентября 1917 г. работала в редакции органа Таврической губернской организации Партии социалистов-революционеров — газеты «Земля и воля» (Симферополь), вела партийную работу в Симферополе и Севастополе. Позднее, на допросе 13 марта 1922 г. указывала: « В партию социалистов-революционеров я вступила в 1917, хотя идеологию с-р я стала разделять гораздо раньше, ещё будучи на каторге».
В сентябре 1918 г. переехала в Москву, где вступила в боевой отряд Г. И. Семёнова. В конце октября 1918 г. направлена Бюро ЦК ПСР в Уфу. По возвращении находилась в распоряжении Бюро ЦК до марта 1919 г., после чего занималась профсоюзной работой. В ноябре 1919 — августе 1920 гг. — секретарь Центрального бюро Меньшинства ПСР. Подвергалась арестам в 1919 г. (освобождена через три с половиной месяца), декабре 1921 г. (освобождена в феврале 1922 г.).
24 февраля 1922 г. Президиумом ГПУ была включена в список эсеров, которым в связи с организацией процесса по делу Партии социалистов-революционеров было предъявлено обвинение в антисоветской деятельности: «в сентябре 1918 вошла в Моск. боевой отряд ПСР по рекомендации Д Д.Донского и по его же поручению вскоре выехала на Самарский фронт для сношений с контрреволюционным центром за Волгой». По итогам процесса в августе 1922 г. приговорена к двум годам заключения с освобождением от наказания.
В 1922 г. по рекомендации Н. И. Бухарина, Г. Л. Пятакова и Л. П. Серебрякова вступила в ВКП(б). Член Всесоюзного общества бывших политкаторжан и ссыльнопоселенцев.
С сентября 1922 г. работала в Симферополе – помощник зав. учетно-распределительного отдела  Окружкома РКП(б), секретарь Крымского правления МОПР. В 1925 г. вернулась в Москву, работала секретарем по студенческим делам ВХУТЕМАС (янв. 1925 – февр. 1926), секретарем по пересмотру таможенных тарифов и секретарем Главтопа ВСНХ СССР (до января 1930 г.). В феврале 1930 – апреле 1932 гг. – оргработник и член парткома Московского тормозного завода, затем инспектор Октябрьской районной контрольной комиссии Рабоче-крестьянской инспекции. С 1 июня 1932 г. Ф.Е.Ставской по ходатайству Всесоюзного общества политкаторжан и ссыльнопоселенцев была назначена персональная пенсия, однако она недолго оставалась без работы – уже в сентябре 1933 г. она была принята на должность заместителя директора Библиотеки ГИМ, заняв вскоре должность директора (этот переход отражения в документах не нашел).

### Директор Исторической библиотеки
В качестве директора Библиотеки Государственного исторического музея, затем Государственной исторической библиотеки (1933—1937) Ф.Е.Ставская сыграла большую роль в отделении библиотеки от музея в 1934 г., которое проходило для музея весьма болезненно.
Некоторые обстоятельства назначения Ф.Е.Ставской на должность директора библиотеки видны из воспоминаний В.Е.Баранченко: «В середине июля [1933 г.] по рекомендации МК и РК ВКП(б) Ставскую выбрали секретарем кустовой парторганизации группы исторических учреждений (Историко-архивного института, Исторической библиотеки, Исторического музея с филиалами) … Коллектив аттестовывался в МК и райкоме как не вполне «здоровый», оторванный от масс». Видимо, для «оздоровления» обстановки в Библиотеке ГИМ, штат которой состоял практически полностью из представителей «бывших» и  был избран человек, лояльность которого с точки зрения властей на тот момент не вызывала никаких сомнений. Полное отсутствие какого-либо образования и опыта библиотечной работы при этом в расчет не принимались.
В качестве партийного руководителя ГИМ Ф.Е.Ставская с первых дней работы активно вмешивается в экспозиционную деятельность музея: «Уже при  первом обходе залов и хранилищ музея у Ставской возникли мысли и идеи, которые потом со временем стали выливаться в поправки к прежним экспозициям». В.Е.Баранченко вспоминал: «Первым пунктом её пожеланий было немедленное выселение всех посторонних организаций и частных жильцов из здания музея, и выделение Исторической библиотеки в [самостоятельное] историческое учреждение и непосредственное подчинение библиотеки Библиотечному управлению Наркомпроса.  Она рассматривала Исторический музей как иллюстративное поле и наглядное пособие при библиотеке.
Предложения Фаины Ефремовны были услышаны – согласно постановлению СНК РСФСР № 664 от 23 июля 1934 г. «О мероприятиях по обеспечению проведения в жизнь постановления ЦИК СССР от 27 марта 1934 г. о библиотечном деле в СССР» библиотека была выделена в самостоятельное учреждение, имеющее свой бюджет. Облик библиотеки меняется – по инициативе Ставской на арке читального зала появилась надпись «История должна служить выяснению вопросов политики», а стены «украсились щитами с надписями из изречений Ленина». Библиотека ведет активную выставочную деятельность, книжные выставки, приуроченные к различным юбилейным датам, вызывают интерес посетителей. Штат библиотеки в это время составляет 65 человек, к работе привлекаются студенты и слушатели библиотечных курсов.

### Последний арест и гибель
Членство в ПСР Ставской, её террористический опыт и близкое знакомство и дружба с Фанни Каплан не были забыты — она была арестована 30 апреля 1937 г. по обвинению в «участии в антисоветской контрреволюционной организации». Во время обыска в её квартире в д. 21 по Садово-Кудринской улице были изъяты: партбилет, паспорт, пенсионная книжка персональной пенсионерки, билет члена Общества политкаторжан и дневник, который она вела на каторге.
После ареста Ф.Е.Ставской состоялось партийное собрание ячейки ГИМ и библиотеки, на котором произошло её заочное исключение из партии, «как врага народа, пробравшейся в партию с целью диверсии, вредительства, шпионажа и убийства вождей партии»… На собрании участники утверждали, что Ставская «явно привержена школе М.Н. Покровского и связана с историческими кадрами, вредившими на историческом фронте». 3 июня 1937 г. Свердловский райком ВКП(б) исключил Ставскую из членов партии как «врага народа, арестованную органами НКВД». 15 июля 1937 г. Партколлегия КПК исключила её из членов ВКП(б) по тем же основаниям.
На арест своего руководителя подчиненные отреагировали в духе того времени — заявив, что «во главе библиотеки стоял директор — враг народа, отсюда и все недостатки в работе». Упоминания о «злостном вредительстве» в Исторической библиотеке неоднократно встречаются и в более поздних документах (1938).
Имя Ф. Е. Ставской фигурирует в «сталинских расстрельных списках», подписанных И. В. Сталиным и его ближайшим окружением (список "Москва-центр" от 10 июля 1937 года по 1-й категории ("за" Сталин, Молотов). Военной коллегией Верховного суда СССР приговорена к расстрелу 13 июля 1937 г., расстреляна в тот же день. Вместе с ней в одной группе осужденных были расстреляны её товарищи по ПСР К. А. Усов, Л. В. Коноплёва, И. С. Дашевский, П. Н. Пелевин, П. И. Серебрянников. Место захоронения — неизвестная могила Донского кладбища (все 28 осужденных не были кремированы).
Судьба Ф.Е.Ставской долгие годы была неизвестна её родным. В марте 1956 г. В.Е.Баранченко обратился с заявлением в Военную прокуратуру СССР с заявлением о пересмотре её дела. 30 ноября 1956 г. Советским райбюро ЗАГС ему было выдано свидетельство о смерти жены с указанием даты смерти: 13 ноября 1942 г. В графах «Причина смерти» и «Место смерти» были сделаны прочерки.  27 апреля 1957 г. Виктор Еремеевич получил справку о том, что  23 апреля 1957 г. Военной коллегией Верховного суда СССР дело Ф.Е.Ставской было пересмотрено, приговор от 13 июля 1937 г. отменен, дело за отсутствием состава преступления прекращено. Ф.Е.Ставская была реабилитирована посмертно.
По заявлению В.Е.Баранченко Комитет партийного контроля при ЦК КПСС решением от 3 сентября 1957 г. реабилитировал Ф.Е.Ставскую в партийном отношении, отменив решение Партколлегии КПК от 15 июля 1937 г.
Трагически сложилась судьба сына Фаины Ефремовны – Владимира Ставского. Во время Великой Отечественной войны он был призван в армию, участвовал в освобождении Западной Украины и Молдавии. Погиб при невыясненных обстоятельствах на Западной Украине во время прохождения военной службы в послевоенные годы (перезахоронен на Ваганьковском кладбище в Москве).

### Рукопись «Жизнь и гибель Фаины Ставской»
В период «оттепели», после реабилитации Ф. Е. Ставской, её муж, советский хозяйственный деятель Виктор Еремеевич Баранченко, подготовил монографию «Жизнь и гибель Фаины Ставской» (1957—1961), оставшуюся неопубликованной. Ныне рукопись хранится в составе личного архивного фонда В. Е. Баранченко в Центральном московском архиве-музее личных собраний. На эти мемуары и более поздние устные рассказы В. Е. Баранченко ссылается ряд авторов, рассказывая о курортном романе между Фанни Каплан и Дмитрием Ильичом Ульяновым, младшим братом В. И. Ленина, произошедшем в Евпатории летом 1917 г.